# Leuciscus merzbacheri
Leuciscus merzbacheri är en fiskart som först beskrevs av Erich Zugmayer 1912.  Leuciscus merzbacheri ingår i släktet Leuciscus och familjen karpfiskar. Inga underarter finns listade i Catalogue of Life.